# Большие Базы
Большие Базы — посёлок в Ольховатском районе Воронежской области России.
Входит в состав городского поселения Ольховатка.

## География

### Улицы
| - ул. Дачная - ул. Инкубаторная - ул. Кибуса - ул. Кирова - ул. Колхозная - ул. Новая - ул. Полевая - ул. Пухова | - ул. Пушкина - ул. Специалистов - ул. Строителей - ул. Суворова - ул. Февральская - ул. Чернозёмная - ул. Школьная | - пер. Речной - пер. Спортивный |

## История
В середине XIX века здесь находились помещения для откорма скота жомом Ольховатского сахарного завода, принадлежавшего помещикам Чертковым.

## Население
| 2010 |
| ---- |
| 2572 |